# Ляпунов, Яков Николаевич
Яков Николаевич Ляпунов (1839—1904) — управляющий Петербургским пробирным округом, горный инженер. Действительный статский советник.

## Биография
Родился в 1839 году в Выборгской губернии, в семье подполковника. В 1859 году окончил Санкт-Петербургский горный кадетский корпус (1859) и с 12 июня 1859 года начал службу на Урале; с 1860 года — смотритель Березовских золотых промыслов.
С 1865 года — помощник управителя, а с 1868 года — управитель Екатеринбургского монетного двора. С 1871 года — помощник управляющего химической частью Санкт-Петербургского монетного двора.
С 1873 года в чине надворного советника — снова на Урале: служил в качестве управляющего от казённого ведомства Суксунским горным округом.
С 1880 года — столоначальник отделения казённых горных заводов в Горном департаменте, с 1881 года — управляющий Виленской пробирной палаткой. С 1886 года — управляющий Варшавской пробирной палаткой, а с 1896 года — управляющий Варшавским горным округом.
В 1898—1904 годах был управляющим Петербургским пробирным округом и лабораторией Министерства финансов; с 9 апреля 1889 года — действительный статский советник.
Умер 28 марта (10 апреля) 1904 года в Москве.

## Награды
- орден Св. Станислава 3-й ст. (1867)
- орден Св. Анны 3-й ст. (1870)
- орден Св. Станислава 2-й ст. (1874)
- орден Св. Анны 2-й ст. (1880)
- орден Св. Владимира 4-й ст. (1890)
- орден Св. Владимира 3-й ст. (1896)
- орден Св. Станислава 1-й ст. (1899)

## Семья
Был женат на Аделаиде Густавовне Лизель (1848—?), дочери генерал-майора корпуса Горных инженеров Густава Васильевича Лизеля (нем. Lisell; 1811 — до 1887). Их дети:
- Александр (10.07.1872—?)
- Аделаида (1878—1970), была замужем за А. Н. Яхонтовым
- Анна (1888—1947), была дважды замужем: за Павлом Николаевичем Яхонтовым и Кириллом Григорьевичем Коноплёвым
- Сергей (?—?); в 1902 году был поручиком Финляндского артиллерийского полка.